# Persona y acción
Persona y acción es un libro filosófico escrito por Karol Wojtyła, futuro Juan Pablo II. Se trata de un análisis fenomenológico del actuar humano. La primera edición se publicó en polaco en 1969 (Osoba i Czyn). La segunda edición, considerada como el texto definitivo, se trata de la versión en inglés de 1979 (The Acting Person), revisada por el autor, con la colaboración de Anna Teresa Tymieniecka, para su publicación en Analecta Husserliana.

## Sinopsis
En la misma línea metodológica de su libro Amor y responsabilidad, donde se ve la influencia de su maestro el filósofo Roman Ingarden, se trata de una continuación de su trabajo sobre Max Scheler (Ocena mozliwosci zbudowania etyki chrzescijanskiej przy zalozeniach systema Maksa Schelera), donde se estudia la filosofía de valores de este pensador (sobre todo su libro Der Formalismus in der Ethik un die materiale Wertethik) —pionero tras Husserl en la fenomenología— y critica las conclusiones de Scheler que sobrevaloran el papel de la afectividad y las emociones en la elección ética. 
En Persona y acción el autor deja de lado consideraciones "éticas", es decir sobre la moralidad de los actos, y se centra en el análisis de la conciencia (conciencia fenomenológica, no moral: consciousness no conscience, en inglés) que el sujeto tiene de sus actos, y la dinamicidad del actuar humano, donde se da una dobre trascendencia: del sujeto hacia el objeto (que llama trascendencia horizontal), y hacia el sujeto mismo (trascendencia vertical), donde el sujeto se auto-determina. Tema central del libro es lo que él llama "integración", que toma en consideración los aspectos psíquicos y somáticos en el actuar humano (conocimiento y aceptación de los valores, la verdad, las emociones y sentimientos, la voluntad, la corporeidad, etc.).
Karol Wojtyła no sigue una doctrina fenomenológica ortodoxa, pues sostiene que no se puede atribuir intencionalidad a la conciencia, sino un mero carácter de reflejar la experiencia humana. Al mismo tiempo no sigue la lógica tradicional de la metafísica, que al decir que "el obrar sigue al ser", se presupone a la persona. En este libro, por el contrario, el obrar revela la persona.

## Traducciones al español
Hay al menos dos ediciones en español. La primera publicada por BAC en 1982 sobre el texto definitivo en inglés (ISBN 84-220-1078-X), traducción de Jesús Fernández Zulaica; y la segunda editada por Palabra en 2011, basado en la segunda edición polaca, traducida por Rafael Mora Martín (ISBN 978-84-9840-380-0).